# Marutamachi-dōri
Marutamachi-dōri (丸太町通, Marutamachi-dōri) est une importante voie du centre-ville de Kyoto, dans les arrondissements de Sakyō, Nakagyō, Kamigyō et Ukyō. Orientée est-ouest, elle commence au Shishigatani-dōri (ja) et traverse ensuite le fleuve Kamo, puis le centre-ville pour se terminer à Nagatsuji-dōri (ja), dans le secteur Sagano. Parmi les lieux importants que la rue traverse figurent le sanctuaire shinto Heian-jingū, le jardin impérial et le Nishijin, le quartier industriel du textile de Kyoto.

## Description

### Situation

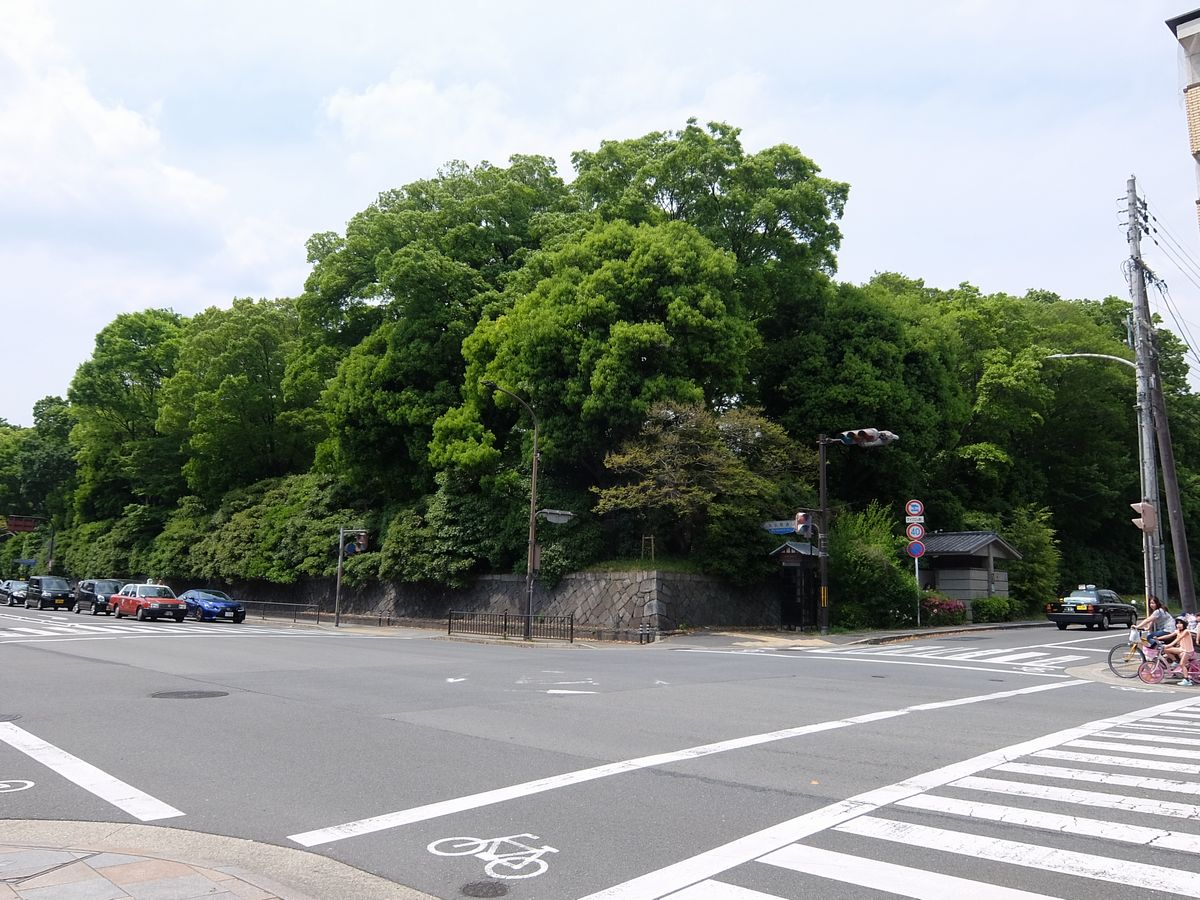
Carrefour de Marutamachi-dōri et Teramachi-dōri.

Marutamachi-dōri est une importante rue du sud de l'arrondissement de Sakyō, marque la limite entre ceux de Nakagyō et de Kamigyō et traverse le nord de la partie urbaine de l'arrondissement d'Ukyō. Elle commence au Shishigatani-dōri (ja), dans le secteur éponyme de l'arrondissement de Sakyō, au no 24 du quartier Shishigatani Shimomiyanomae-chō (鹿ケ谷下宮ノ前町),,,. Après avoir traversé l'arrondissement de Sakyō, elle franchit le fleuve Kamo sur le pont Marutamachi et traverse le centre-ville de Kyoto,. Après Myōshinji-michi, la rue bifurque vers le sud avant de remonter vers le nord, pour contourner la colline de Narabigaoka (ja). Elle se termine à Nagatsuji-dōri (ja), dans le secteur de Sagano de l'arrondissement d'Ukyō, au no 17 du quartier Saga Tenryūji Setogawa-chō (嵯峨天龍寺瀬戸川町), ou encore dans le quartier Saga Shakadō Daimon-chō (嵯峨釈迦堂大門町), au nord de Saga Tenryūji Setogawa-chō et de l'autre côté de la rue,,. Une rue continue à l'ouest, mais il ne s'agit plus de Marutamachi-dōri.

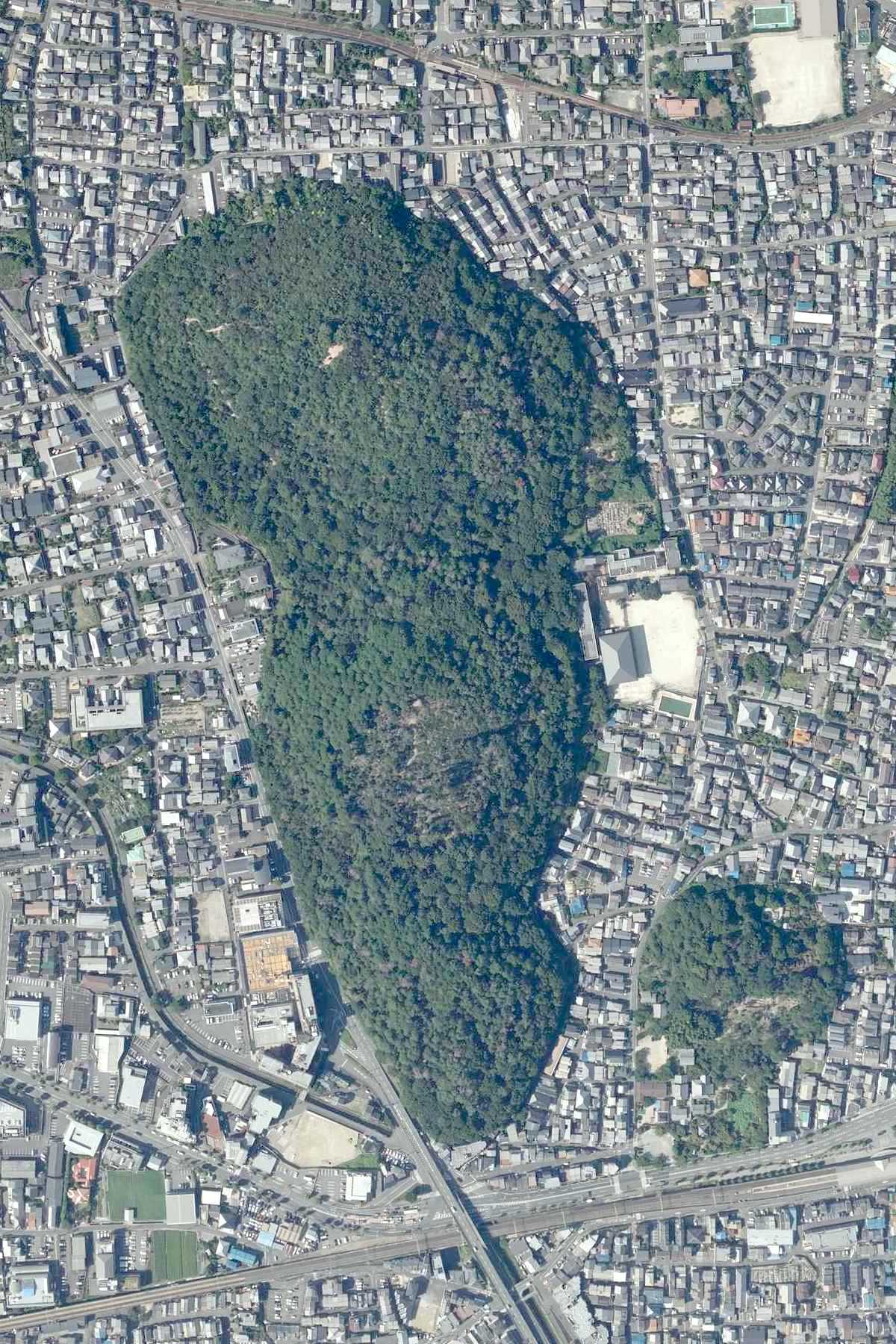
Vue aérienne de la colline de Narabigaoka, avec Marutamachi-dōri au sud.

Selon la police de Kyoto, la rue mesure exactement 10 895,4 mètres de long. D'autres indiquent une longueur de 8 500 mètres, ou encore 11 000 mètres. Entre Shirakawa-dōri et Shishigatani-dōri, il s'agit d'une voie à sens unique. Certaines sources placent sa fin dans le centre du secteur d'Uzumasa (ja). Sur toute sa longueur, elle est la route municipale 187 - Shishigatani Arashiyama (ja) (京都市道187号鹿ヶ谷嵐山線). Entre Senbon-dōri et Nishiōji-dōri, la rue est la route préfectorale 111 - Dépôt de Nijō-Enmachi (ja) (京都府道111号二条停車場円町線). Entre Myōshinji-michi et Tenjingawa-dōri, elle est successivement la route préfectorale 129 - Dépôt de Hanazono-Taishōgun (ja) (京都府道129号花園停車場大将軍線), puis la route préfectorale 130 - Dépôt de Hanazono-Omuro (ja) (京都府道130号花園停車場御室線).

### Voies croisées
Les voies croisées du côté nord sont mentionnées par (n), tandis que celles croisées du côté sud, par (s). Seules les rues ayant un nom sont listées. De l'est vers l'ouest, elles sont,,, :
1. Shishigatani-dōri (ja) (鹿ヶ谷通)[1],[2]
2. Shirakawa-dōri (ja) (白川通)[1]
3. Okazaki-michi (ja) (岡崎道)[N 4],[1]
4. (n) Yoshidahigashi-dōri (吉田東通)[1]
5. (n) Yoshidanaka-dōri (吉田中通)
6. (s) Sakuranobanba-dōri (ja) (桜馬場通)
7. Higashiōji-dōri (ja) (東大路通)[1]
8. Kumano-michi (熊野道)[1]
9. Kawabata-dōri (ja) (川端通)[1]
10. (n) Sanbongi-dōri (三本木通)[8]
11. (s) Dotemachi-dōri (土手町通)[8]
12. Nakamachi-dōri (中町通)[8]
13. Kawaramachi-dōri (en) (河原町通)[1]
14. (s) Shinsawaragichō-dōri (新椹木町通)[8]
15. Shinkarasuma-dōri (新烏丸通)[1]
16. Teramachi-dōri (en) (寺町通)[1]
17. (s) Gokomachi-dōri (御幸町通)[1]
18. (s) Fuyachō-dōri (en) (麩屋町通)[1]
19. (s) Tominokōji-dōri (富小路通)[1]
20. (s) Yanaginobanba-dōri (ja) (柳馬場通)[1]
21. (s) Sakaimachi-dōri (堺町通)[1]
22. (s) Takakura-dōri (ja) (高倉通)[1]
23. (s) Ainomachi-dōri (間之町通)[1]
24. (s) Higashinotōin-dōri (en) (東洞院通)[1]
25. (s) Kurumayachō-dōri (間之町通)[1]
26. Karasuma-dōri (en) (烏丸通)[1]
27. (s) Ryōgaemachi-dōri (両替町通)[1]
28. Muromachi-dōri (ja) (室町通)[1]
29. Koromonotana-dōri (衣棚通)[1]
30. Shinmachi-dōri (ja) (新町通)[1]
31. Kamanza-dōri (釜座通)[1]
32. Nishinotōin-dōri (ja) (西洞院通)[1]
33. Ogawa-dōri (小川通)[1]
34. Aburanokōji-dōri (ja) (油小路通)[1]
35. Higashihorikawa-dōri (ja) (東堀川通)[1]
36. Horikawa-dōri (ja) (堀川通)[1]
37. (n) Yoshiyamachi-dōri (葭屋町通)[1]
38. Inokuma-dōri (ja) (猪熊通)[1]
39. (n) Kuromon-dōri (黒門通)[1]
40. Ōmiya-dōri (en) (大宮通)[1]
41. Matsuyachō-dōri (松屋町通)[1]
42. Higurashi-dōri (日暮通)[1]
43. (s) Nishihigurashi-dōri (西日暮通)
44. Chiekōin-dōri (智恵光院通)[1]
45. (s) Bifuku-dōri (美福通)[1]
46. Jōfukuji-dōri (浄福寺通)[1]
47. Tsuchiyamachi-dōri (土屋町通)[1]
48. Senbon-dōri (ja) (千本通)[1]
49. Rokkenmachi-dōri (六軒町通)[1]
50. Shichihonmatsu-dōri (ja) (七本松通)[1]
51. Shimonomori-dōri (下ノ森通) [aussi appelée Aiainozushi-dōri (相合図子通)][1]
52. Onmae-dōri (ja) (御前通)[1]
53. Tenjin-dōri (天神通)[N 5],[1]
54. Nishidoi-dōri (西土居通)[1]
55. Nishiōji-dōri (ja) (西大路通)[1]
56. Sai-dōri (ja) (佐井通) [aussi appelée Kasuga-dōri (春日通)][1]
57. Sainishi-dōri (佐井西通)[10]
58. Badai-dōri (馬代通)[1]
59. Nishikōji-dōri (ja) (西小路通)[1],[8]
60. Kitsuji-dōri (木辻通)[1]
61. (n) Shimodachiuri-dōri (下立売通)[1]
62. Kawarazushi-dōri (河原図子通)
63. (n) Kaminoshimodachiuri-dōri (上ノ下立売通) [aussi appelée Myōshinji-michi (妙心寺道)]
64. (s) Tenjingawa-dōri (天神川通) [aussi appelée Kadononaka-dōri (葛野中通)][1]
65. (n) Shūzan-kaidō (en) (周山街道) - Route nationale 162 (国道162号)
66. (n) Yamagoe-dōri (山越通)[3]
67. Kiyotaki-michi (清滝道)[5]
68. Nagatsuji-dōri (ja) (長辻通)[5] [Route préfectorale 29 - Utano Arashiyama-Yamada (ja) (宇多野嵐山山田線)][1],[4]

### Transports en commun

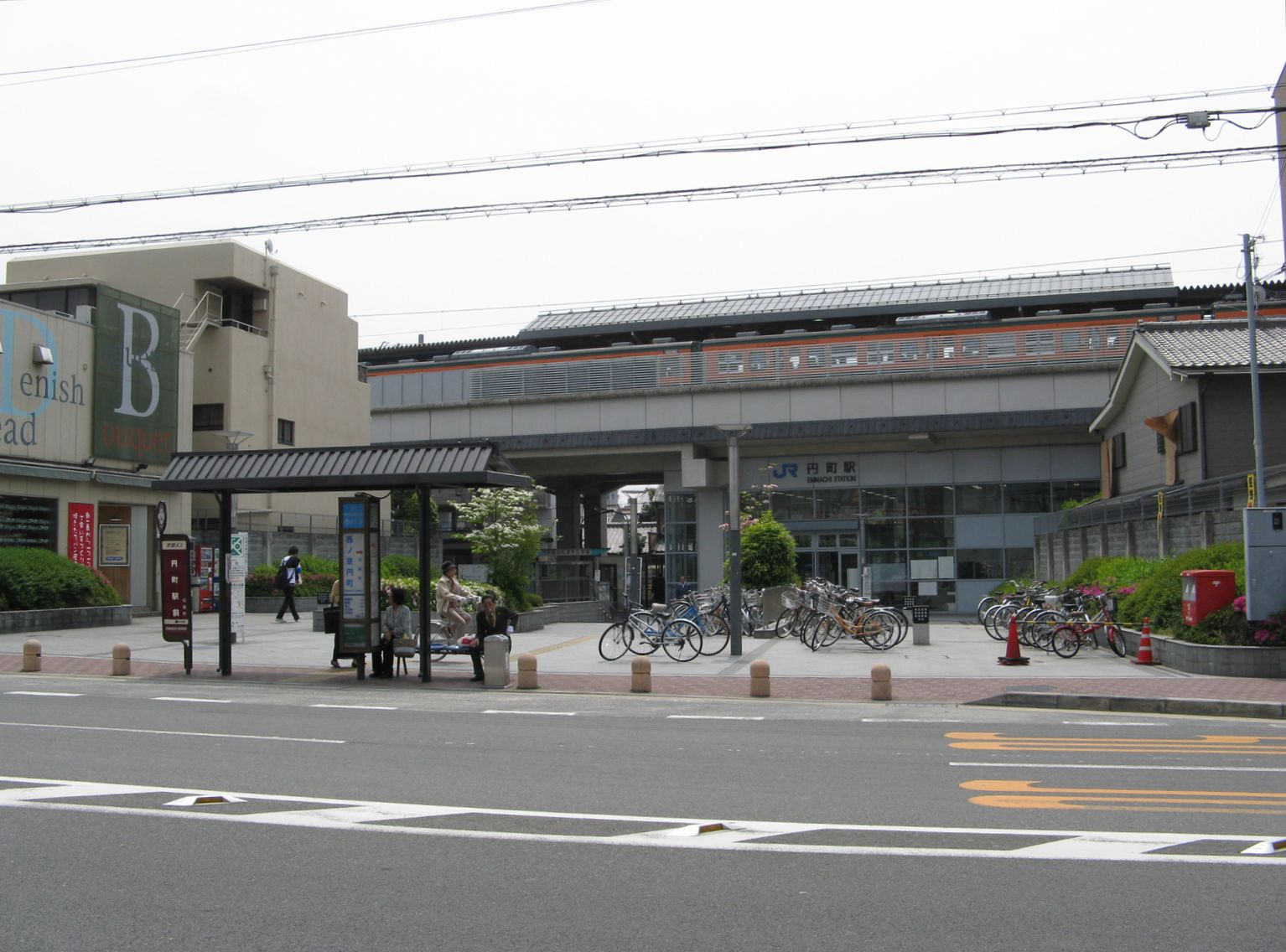
La gare d'Enmachi, vue depuis Marutamachi-dōri.

Marutamachi-dōri est, étant donné sa longueur et sa position géographique au centre de la ville, un important axe de transport de la ville de Kyoto. Au carrefour avec Karasuma-dōri s'y trouve la station Marutamachi, sur la ligne Karasuma du métro de Kyoto. À l'ouest de Senbon-dōri, la ligne Sagano de JR West traverse la ville parallèlement à Marutamachi-dōri et certaines gares sont accessibles depuis la rue : celles d'Enmachi, au carrefour avec Nishiōji-dōri, de Hanazono, au sud du Myōshin-ji, et de Saga-Arashiyama, à l'extrémité ouest de la rue, tout près de la gare de Saga-Arashiyama se trouve celle de Torokko Saga, exploitée par JR West sur la ligne touristique Sagano Scenic Railway. À l'ouest de Tenjingawa-dōri, la rue est traversée par la ligne Kitano du tramway de Kyoto, à la station Tokiwa (en). La ligne Marutamachi de l'ancien tramway de Kyoto circulait aussi sur la rue entre Higashiōji-dōri et Nishiōji-dōri, entre les stations Kumano-jinja et Nishinokyō-Enmachi. À l'est du fleuve Kamo, au carrefour avec Kawabata-dōri, se trouve la gare de Jingū-Marutamachi sur la ligne Keihan Ōtō de Keihan.
Les autobus du réseau d'autobus de Kyoto (ja) passent sur la rue. Les arrêts les plus importants sont Higashi Tennō-chō (東天王町), au carrefour avec Shishigatani-dōri et desservi par les lignes 5, 32, 93, 105, 203 et 204, Marutamachi Keihan-mae (丸太町京阪前), au carrefour avec Kawabata-dōri, en correspondance avec la gare de Jingū-Marutamachi et desservi par les lignes 65, 93, 202 et 204, Kawaramachi-Marutamachi (河原町丸太町), au carrefour des rues homonymes et desservi par les lignes 3, 4, 7, 10, 37, 59, 65, 93, 202, 204 et 205, Karasuma-Marutamachi (烏丸丸太町), au carrefour des rues homonymes, en correspondance avec la station de métro et desservi par les lignes 10, 51, 65, 93, 202 et 204, Horikawa-Marutamachi (堀川丸太町), au carrefour des rues homonymes et desservi par les lignes 9, 10, 12, 50, 67, 93, 202 et 204, Senbon-Marutamachi (千本丸太町), au carrefour des rues homonymes et desservi par les lignes 6, 10, 15, 46, 52, 55, 93, 201, 202, 204 et 206, Nishinokyō-Enmachi (西ノ京円町), au carrefour avec Nishiōji-dōri, en correspondance avec la gare d'Enmachi et desservi par les lignes 15, 26, 53 91, 93, 202, 203, 204, 205, Gare de Hanazono (花園駅前), au carrefour avec Myōshinji-michi, en correspondance avec la gare homonyme et desservi par les lignes 91 et 93, Tokiwa-Lycée de Sagano (常盤・嵯峨野高校前), en correpondance avec la station de tramway et desservi par les lignes 75, 85, 91 et 93, et Gare de Saga-Arashiyama (嵯峨嵐山駅前), en correspondance avec la gare homonyme et desservi par les lignes 11, 85, 91 et 93. Les autobus de la société privée Kyoto Bus (ja) passent aussi sur la rue. Les arrêts les plus importants sont Kumano-jinja-mae (熊野神社前), au carrefour avec Higashiōji-dōri et desservi par les lignes 18 et Higashiyama, Kawabata-Marutamachi (川端丸太町), au carrefour des rues homonymes, en correspondance avec la gare de Jingū-Marutamachi et desservi par les lignes 15, spécial 16, 17, 41 et 51,  Kawaramachi-Marutamachi (河原町丸太町), au carrefour des rues homonymes et desservi par les lignes 41, 43 et Marutamachi, Karasuma-Marutamachi (烏丸丸太町), au carrefour des rues homonymes, en correspondance avec la station de métro et desservi par les lignes 51 et Marutamachi, Horikawa-Marutamachi (堀川丸太町), au carrefour des rues homonymes et desservi par la ligne Marutamachi, Senbon-Marutamachi (千本丸太町), au carrefour des rues homonymes et desservi par les lignes 62, 63, 65, 66 et Marutamachi, Nishinokyō-Enmachi (西ノ京円町), au carrefour avec Nishiōji-dōri, en correspondance avec la gare d'Enmachi et desservi par les lignes 62, 63, 65, 66 et Marutamachi, Gare de Hanazono (花園駅前), au carrefour avec Myōshinji-michi, en correspondance avec la gare homonyme et desservi par les lignes 62, 63, 65, 66 et Marutamachi, Tokiwa-Lycée de Sagano (常盤・嵯峨野高校前), en correpondance avec la station de tramway et desservi par les lignes 81 et Marutamachi, et Gare de Saga-Arashiyama (嵯峨嵐山駅前), en correspondance avec la gare homonyme et desservi par les lignes 81 et Marutamachi.

## Odonymie

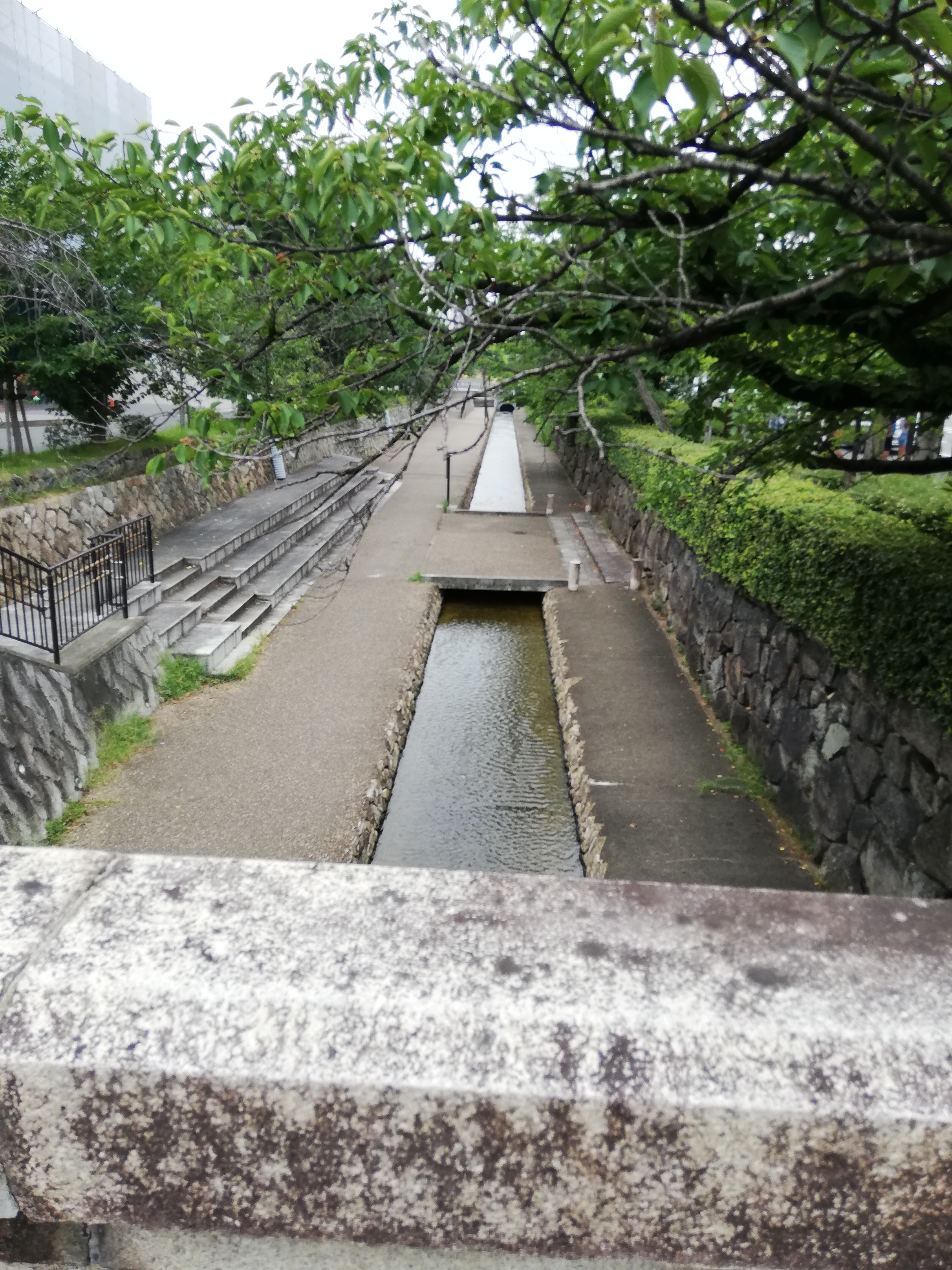
Actuelle rivière Hori, maintenant canalisée en majorité.

La section de la rue entre Nishiōji-dōri et Nagatsuji-dōri est aussi appelée Shinmarutamachi-dōri (新丸太町通, Shinmarutamachi-dōri), soit « nouveau Marutamachi-dōri », en référence au fait qu'elle a été construite après la Seconde Guerre mondiale. Le nom « Marutamachi » (丸太町) signifie « quartier des billots » et fait référence aux négociants de bois d'œuvre qui s'étaient installés sur la rue, près de la rivière Hori (ja),. Une théorie veut qu'une association de marchands sur la berge est de la Hori s'appelait « Marutamachi ». Elle portait aussi le nom Zaimokuyachō-dōri (材木町通, Zaimokuyachō-dōri), « Zaimokuya » signifiant « marchands de bois d'œuvre ». Les noms de rue sont cependant unifiés durant l'ère Meiji (1868-1912), pour ne retenir que « Marutamachi-dōri ».
Le nom « Kasuga » (春日), signifiant « printemps » (春) et « jour » (日), a peut-être été adopté dû à un sanctuaire shinto qui y aurait été situé et qui aurait été dédié à la déesse Ama-no-Koyane-no-mikoto, la divinité principale du sanctuaire shinto Kasuga-taisha à Nara,. L'allée Kasuga était aussi appelée allée Ikuhōmon nord (郁芳門北小路, Ikuhōmon-kita-kōji),. Marutamachi-dōri était aussi appelée Kasuga-dōri (春日通),.
La rue est citée dans le « Marutakeebisu » (丸竹夷), la chanson pour se souvenir des rues de Kyoto pour les rues d'orientation est-ouest, au premier vers « Maru Take Ni Oshi Oike » (丸竹夷二押御池).

## Histoire
La section de Marutamachi-dōri entre Teramachi-dōri et Ōmiya-dōri correspond à l'allée Kasuga (春日小路, Kasuga-(no)-kōji) de Heian-kyō, la capitale impériale fondée en 794. Il s'agit d'une petite allée entre l'avenue Nakamikado (中御門大路, Naka-(no)-mikado-(no)-ōji) et l'avenue Ōinomikado (大炊御門大路, Ōinomikado-(no)-ōji). La portion ouest de l'allée Kasuga, qui s'étendait jusqu'à Ukyō, la « capitale de droite » (ouest de l'actuelle Kyoto), ne correspond pas à Marutamachi-dōri. La portion ouest de Marutamachi-dōri, d'Onmae-dōri à Sai-dōri, correspond plutôt à l'avenue Nakamikado. Entre Ōmiya-dōri et Onmae-dōri, le lieu était occupé par le palais Heian, et le Chōdō-in (ja) (朝堂院), bâtiment principal du palais, était situé à l'actuel carrefour de Marutamachi-dōri et de Senbon-dōri. Les cérémonies les plus importantes, comme les couronnements, avaient lieu au Chōdō-in. Durant les époques Heian (794-1185) et de Kamakura (1185-1333), l'allée Kasuga avait une vocation principalement résidentielle. Au milieu de l'époque Heian, le Chōdō-in sert de moins en moins à des fonctions politiques, à cause de la décentralisation des postes administratifs. Vers la fin de l'époque Heian, l'allée Kasuga apparaît à l'est du fleuve Kamo dans la région de Shirakawa (ja), et puisque cette partie n'était pas reliée à la partie principale, elle est donc surnommée « bout de l'allée Kasuga » (春日小路末). On trouvait dans le bout de l'allée Kasuga le palais Shirakawa Kitadono (ja) (白河北殿), où s'établit le camp de l'empereur Sutoku durant la rébellion de Hōgen en 1156. En 1177, le Chōdō-in est brûlé et n'est pas reconstruit depuis. Durant le XIIe siècle, le palais Heian lui-même est abandonné, après l'abolition de nombreux postes ministériels. En 1238, le shogunat de Kamakura installe des tours de guet dans la capitale, incluant trois sur l'allée Kasuga, la première au carrefour avec l'avenue Ōmiya (大宮大路, actuelle Ōmiya-dōri), la seconde au carrefour avec l'avenue Higashinotōin (東洞院大路, actuelle Higashinotōin-dōri) et la dernière au carrefour du bout de l'allée Kasuga et de l'avenue Suzaku de l'Est (東朱雀大路), à l'extérieur des limites du plan quadrillé de Heian-kyō,,.

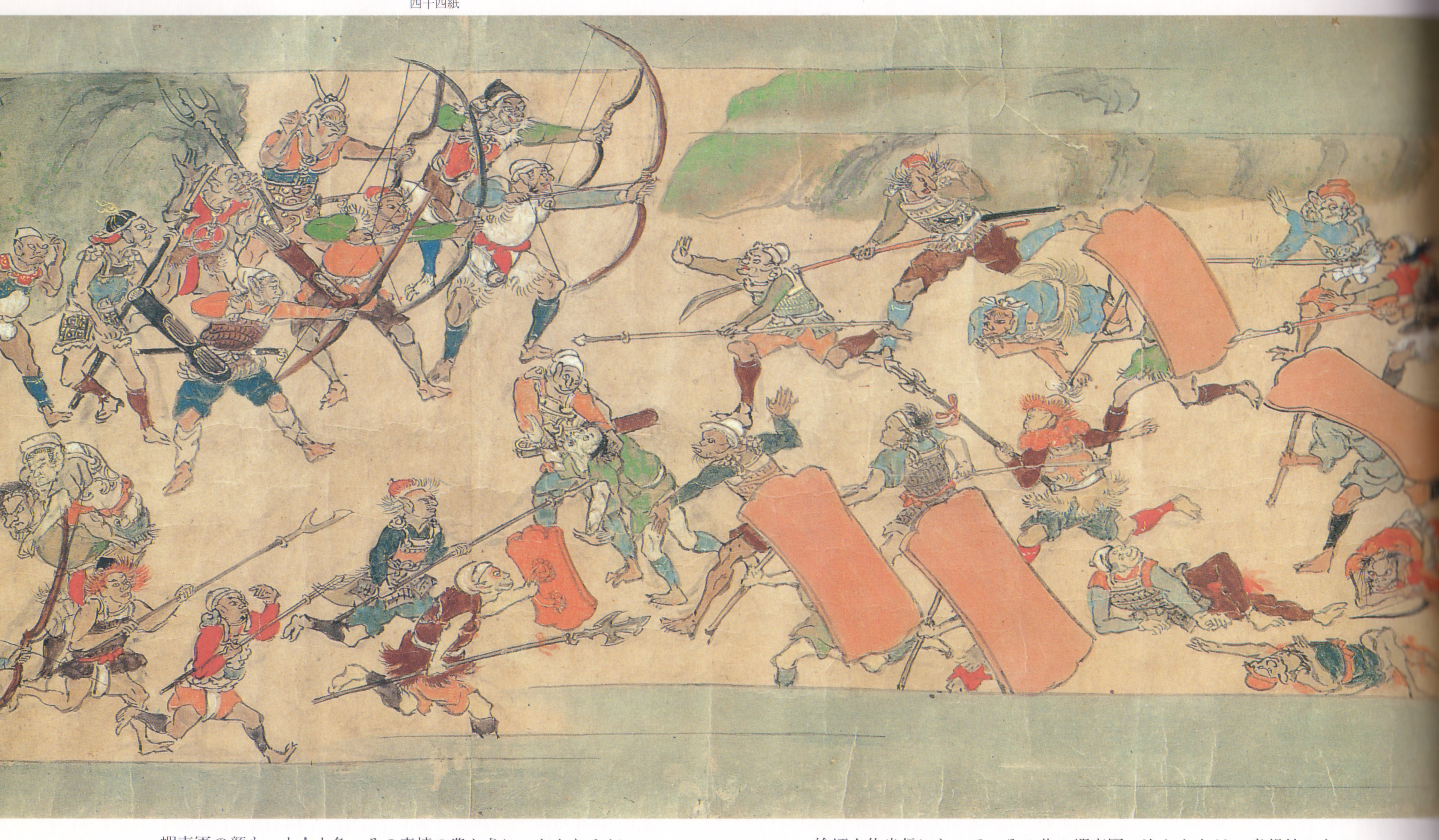
Scène de bataille durant la guerre d'Ōnin.

Durant l'époque de Muromachi (1333-1573), on trouvait huit vendeurs d'alcool sur l'allée, entre l'avenue Suzaku (actuelle Senbon-dōri) et l'allée Made (万里小路, actuelle Yanaginobanba-dōri),. Au carrefour avec l'allée Made se trouvait également la résidence de l'influent clan Hatakeyama. Durant le 1er mois de la seconde année de l'ère Bunshō (1467), fâché d'avoir été relevé de ses fonctions de Kanrei, Hatakeyama Masanaga met le feu à la résidence et se retire au sanctuaire Kamigoryō-jinja (ja). C'est le début de la guerre d'Ōnin, qui ravage la ville jusqu'en 1477. La section de l'allée Kasuga à l'est de l'avenue Ōmiya est ainsi ravagée,. Après cette guerre, l'allée est délaissée, car elle est située à l'extérieur des deux nouvelles villes de Kamigyō (capitale du Haut) et de Shimogyō (capitale du Bas). Des champs agricoles couvrent l'allée, à l'exception du carrefour avec l'allée Muromachi (室町小路, actuelle Muromachi-dōri),.

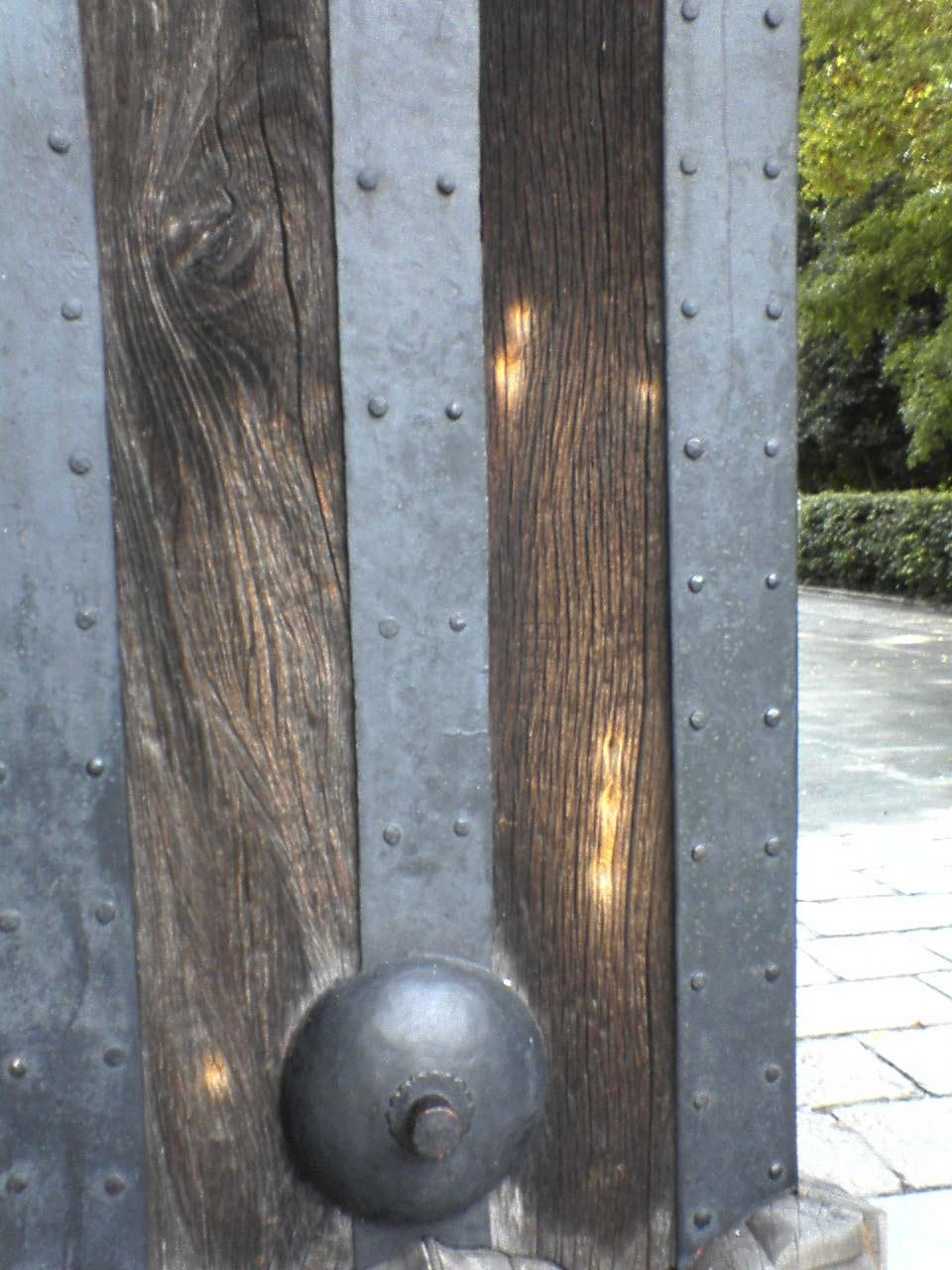
Traces d'impacts de balle sur la porte Hamaguri, datant de la rébellion de 1864.

L'allée Kasuga est rouverte en 1590 par Toyotomi Hideyoshi lors du réaménagement territorial de l'ère Tenshō (ja) (天正の地割, Tenshō no jiwari) sous le nom Marutamachi-dōri,. Durant l'époque d'Edo (1603-1868), la rue s'étend de Teramachi-dōri à Higurashi-dōri, et on y trouvait des poissonneries, des forgerons, des commerçants de bois et d'autres commerçants,. À l'est de Dotemachi-dōri, la région était sous contrôle du temple Shōgo-in dans le village éponyme. Une route suivant le tracé du « bout de l'allée Kasuga » existait jusqu'au Kumano-jinja, après lequel se trouvait des champs agricoles. Après l'incendie du Hōei (ja) (宝永の大火) le 28 avril 1708, le quartier des nobles et du palais impérial, entre Karasuma-dōri et Teramachi-dōri, remplaçant le palais Heian depuis le XIIIe siècle, est étendu jusqu'au nord de Marutamachi-dōri,, et les quartiers résidentiels qui y étaient situés sont déplacés de l'autre côté du Kamo près de Nijō-dōri. En 1863, un conflit éclate entre les membres du domaine d'Aizu et ceux du domaine de Chōshū, atteignant un point critique à la porte Sakaimachi,. Le 19 juillet 1864, les tensions sont ravivées entre Chōshū et Aizu, ainsi que les membres des domaines de Kuwana et de Satsuma et le Shinsen Gumi, déclenchant la rébellion des portes Hamaguri. Une bataille a notamment lieu devant la porte Sakamachi, sur Marutamachi-dōri et la résidence de la famille Takatsukasa est incendiée,. Au début de l'ère Meiji (1868-1912), lorsque l'empereur déménage à Tokyo, les quartiers de nobles au nord de Marutamachi-dōri sont abandonnés, mais des travaux de préservation transforment l'enceinte du palais impérial en jardin.

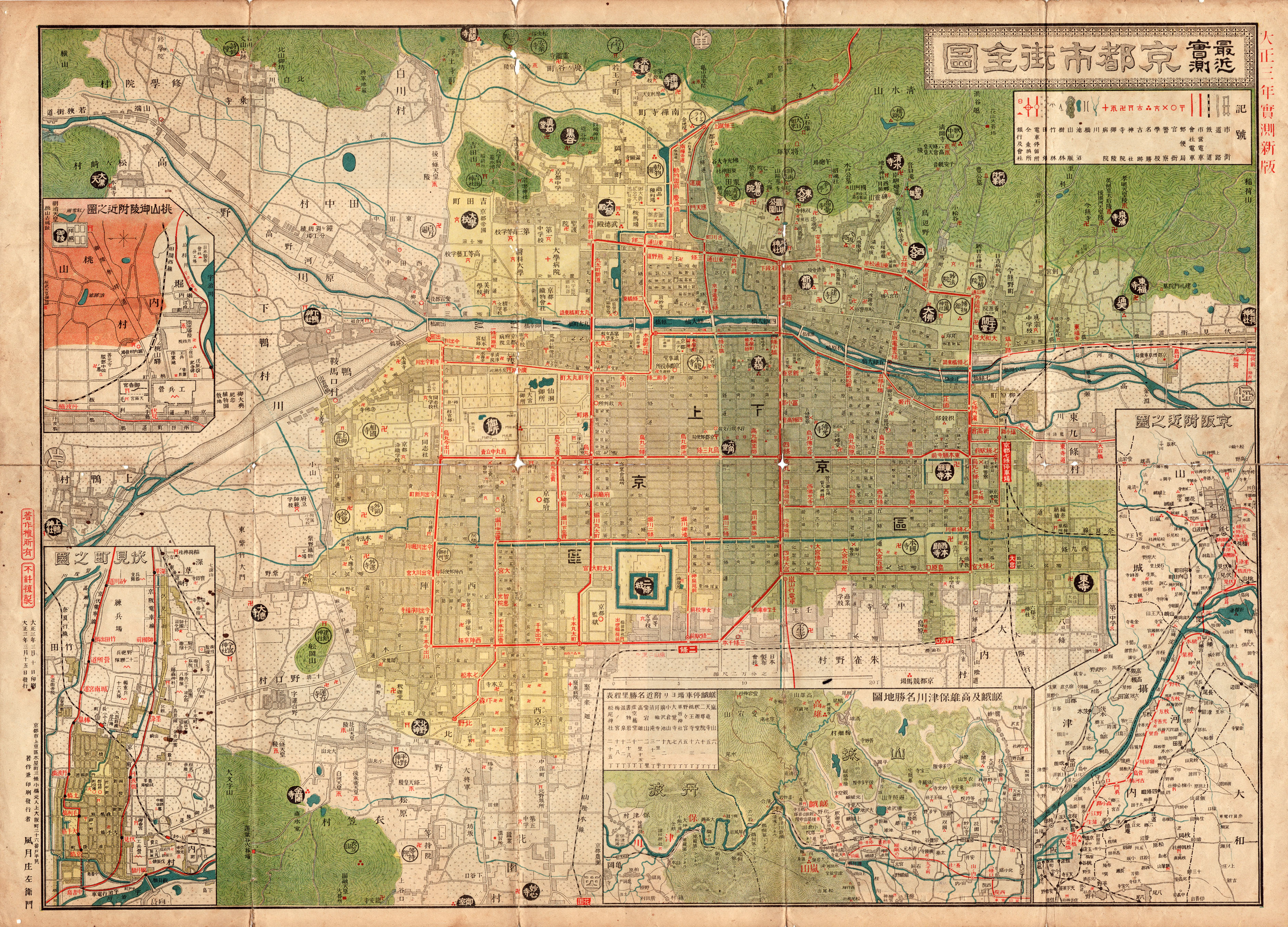
Carte de Kyoto en 1914, Marutamachi-dōri apparaissant en rouge au centre-gauche.

En 1893, Marutamachi-dōri est prolongée à l'est du fleuve Kamo au-delà du sanctuaire Kumano-jinja. En 1912, elle est allongée de nouveau en diagonale de Higurashi-dōri à Matsuyachō-dōri, puis reliée à Senbon-dōri dans le cadre d'un projet d'élargissement des voies,,. Ainsi, l'ancien tramway de Kyoto (de) commence à circuler sur la rue en 1912 entre Karasuma-dōri et Senbon-dōri, puis à partir de 1913 entre Karasuma-dōri et Higashiōji-dōri aussi. Dans un nouveau projet d'urbanisme proposé par la ville en 1921, la rue est ouverte entre Senbon-dōri et Nishiōji-dōri, puis progressivement élargie, la chaussée passant de 10 mètres de large à 22 mètres,,. En 1928, la ligne Marutamachi du tramway de Kyoto est étendue jusqu'à Nishiōji-dōri, à la station Nishinokyō-Enmachi, renommée Enmachi,. La même année, à l'occasion du couronnement de l'empereur Shōwa, la section entre Kawaramachi-dōri et Karasuma-dōri est pavée,. 1966, la rue est prolongée d'Enmachi (ja), le carrefour de Marutamachi-dōri et de Nishiōji-dōri, jusqu'à Myōshinji-michi. Elle atteint sa longueur actuelle en 1970 lorsqu'elle est prolongée de Myōshinji-michi à Sagano. L'ancien tramway de Kyoto est supprimé en 1976.

## Patrimoine et lieux d'intérêt
Au début de la rue, au carrefour avec Shishigatani-dōri, se trouve le centre Sen-oku Hakuko Kan, un musée dédié aux vases chinois. Entre Shirakawa-dōri et Okazaki-michi se trouve le collège municipal Okazaki (京都市立岡崎中学校). De l'autre côté de la rue se trouve le petit sanctuaire shinto Okazaki-jinja (ja) (岡﨑神社), fondé en 794 en tant que sanctuaire Taishōgun (大将軍神社) de l'Est et dédié aux lapins,. À l'ouest de l'Okazaki-jinja se trouve l'Okazaki-betsuin (ja) (真宗大谷派岡崎別院), temple annexe du Higashi Hongan-ji, où le moine Shinran aurait vécu. Entre Okazaki-michi et Higashiōji-dōri se trouve le sanctuaire shinto Otatsu Inari-jinja (御辰稲荷神社), fondé en 1705 et dédié aux arts de la scène. Du côté sud se trouve le grand sanctuaire shinto Heian-jingū, une reconstitution du palais Heian avec son grand jardin. Plus à l'ouest se trouve le centre de l'Artisanat de Kyoto (京都ハンディクラフトセンター), un centre d'interprétation de l'artisanat traditionnel à Kyoto. Au carrefour avec Higashiōji-dōri, on peut voir le sanctuaire shinto Kumano-jinja (ja) (熊野神社), fondé en 811. Entre Higashiōji-dōri et Kawabata-dōri se trouvent les dortoirs « Kumano » (熊野寮) de l'Université de Kyoto.

Lieux d'intérêts (section Shishigatani-Kawabata)
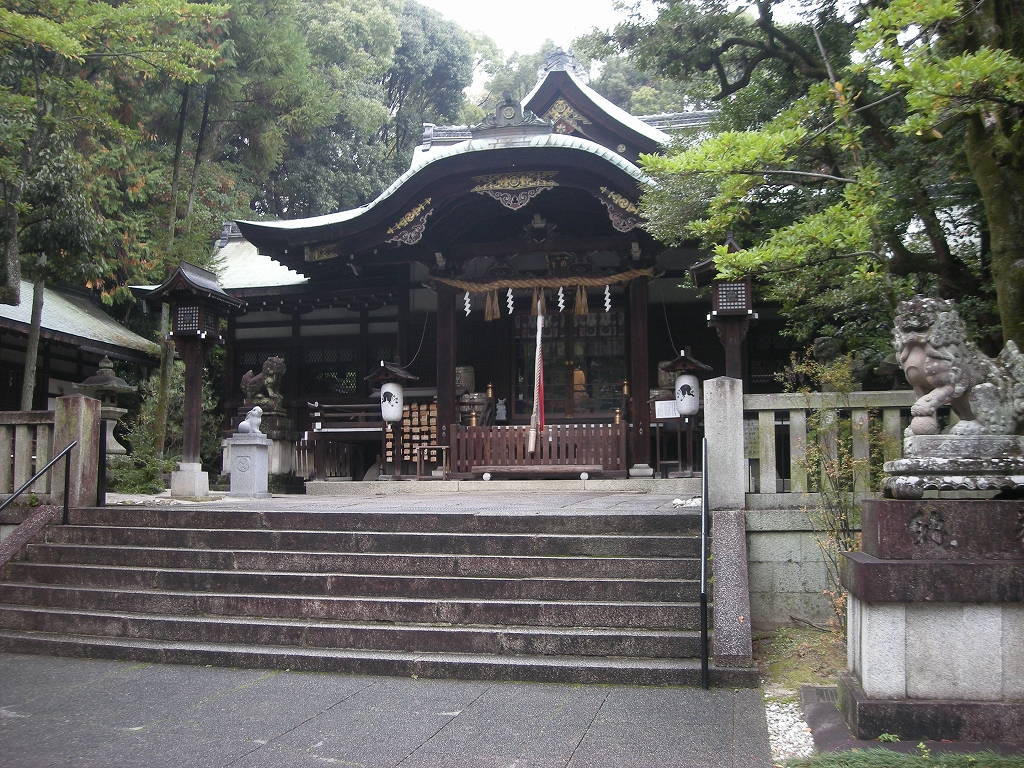
Okazaki-jinja
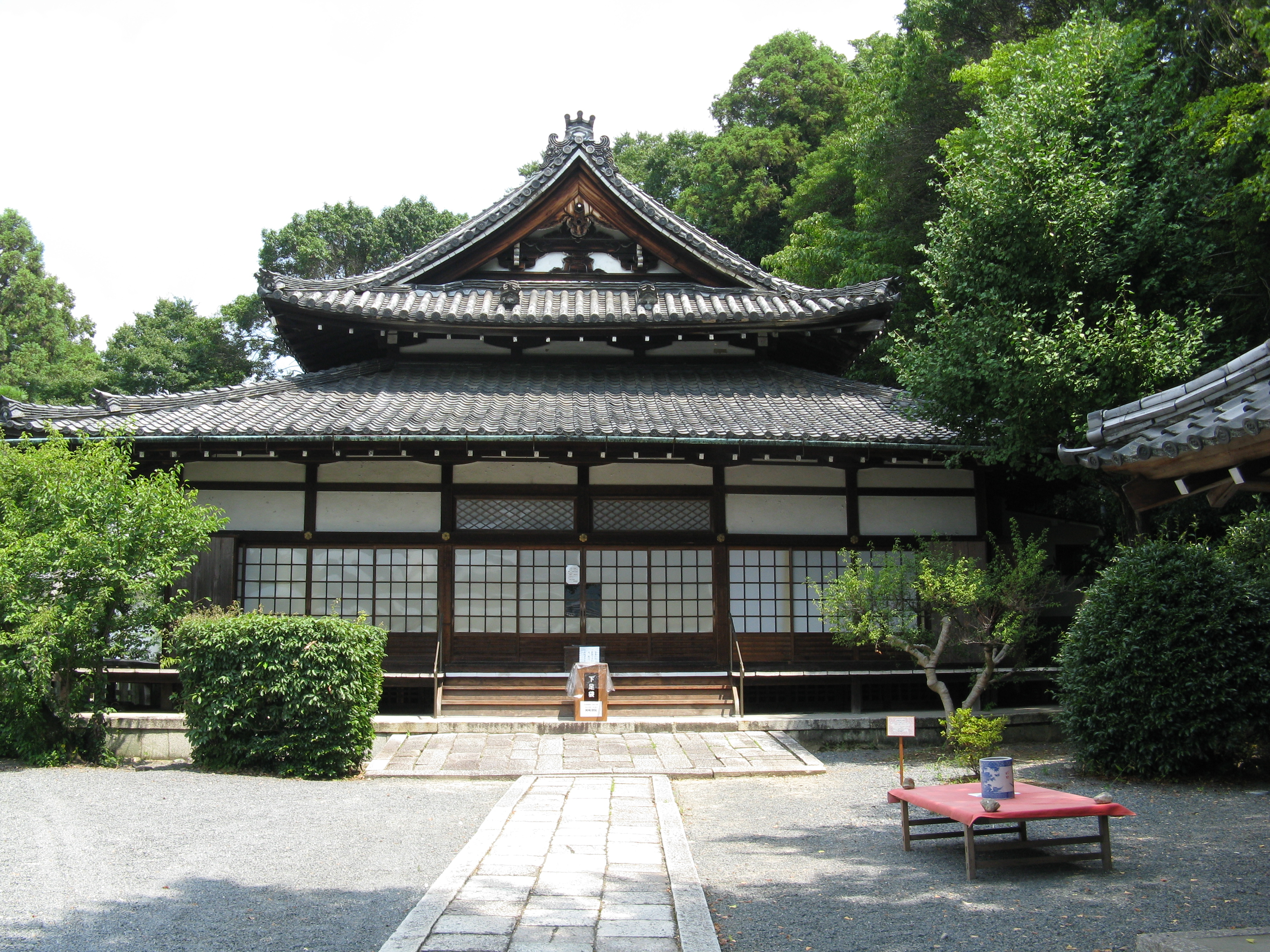
Okazaki-betsuin
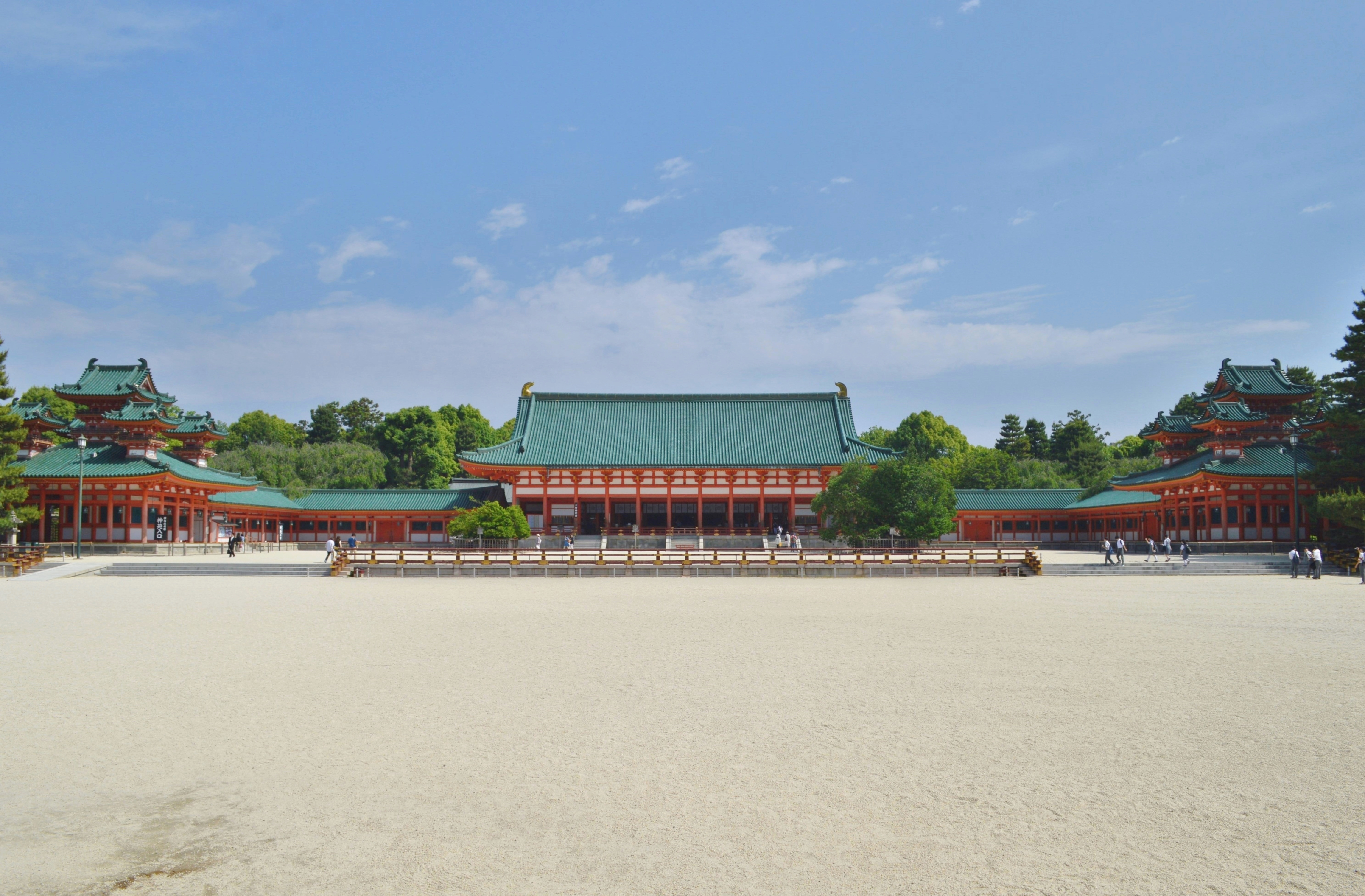
Heian-jingū
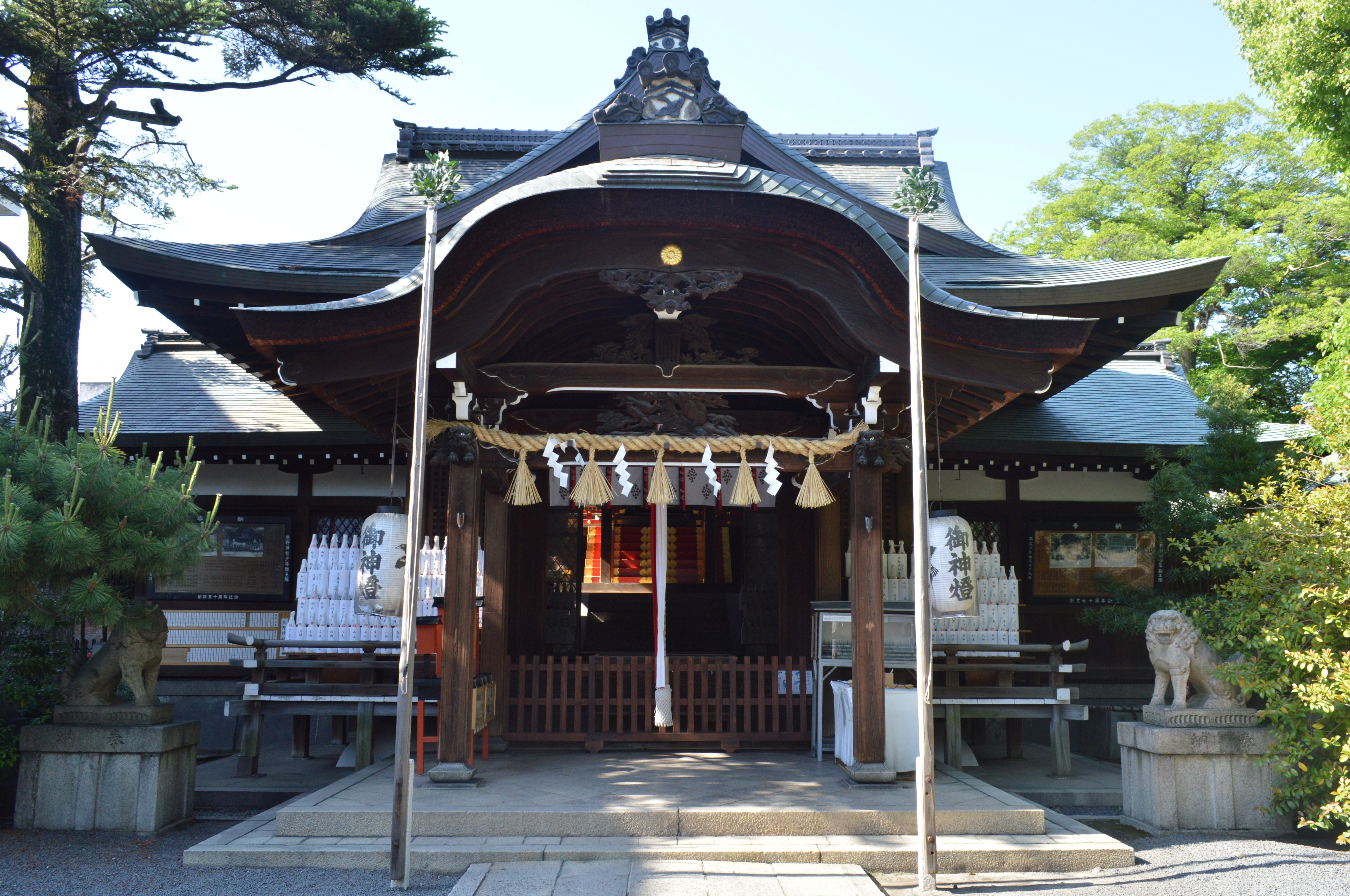
Kumano-jinja
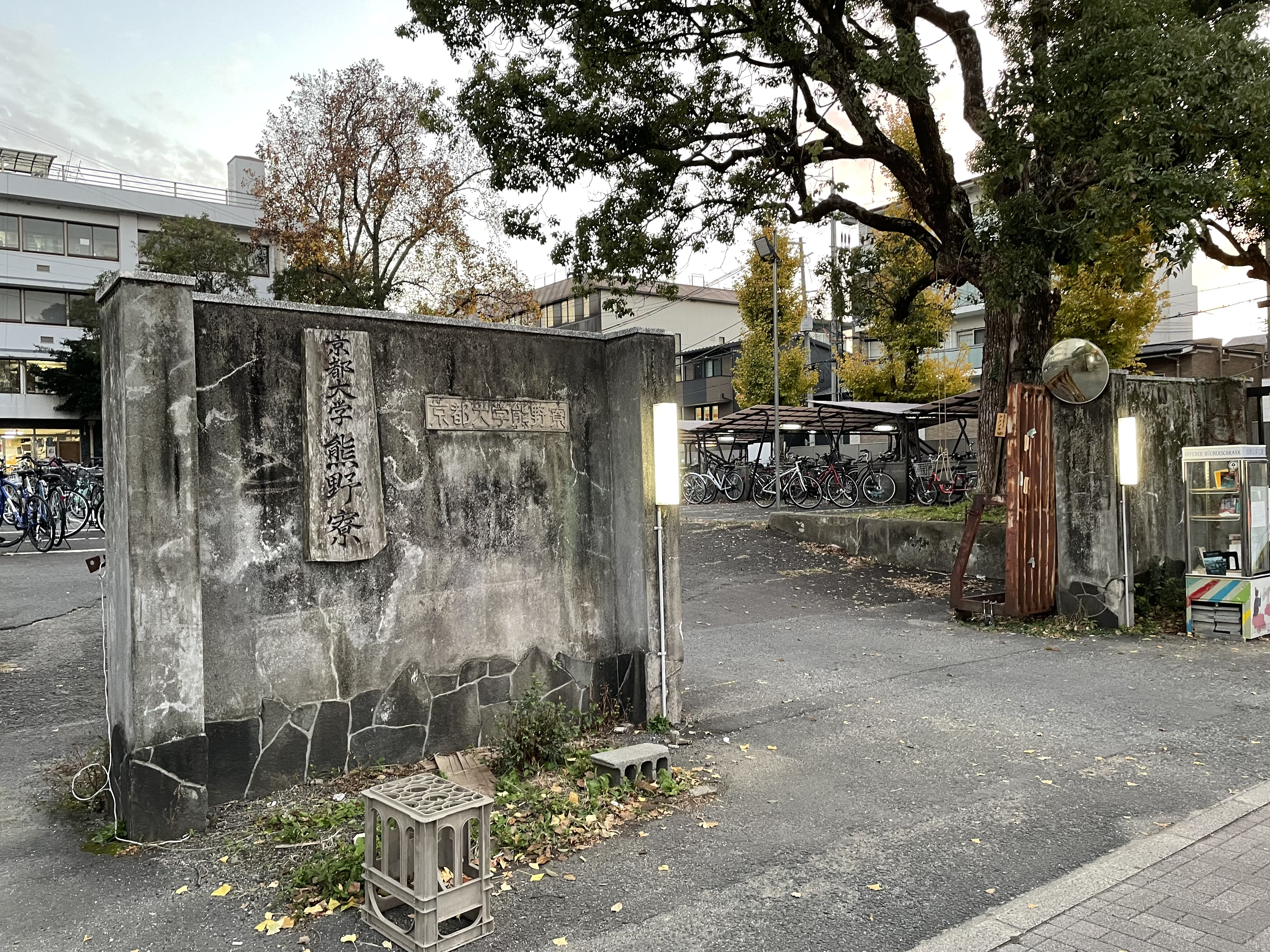
Dortoirs Kumano

Juste à l'ouest du Kamo, on peut voir une stèle commémorant le nyokōba (ja) (女紅場) de Kyoto, un type d'école d'apprentissage de l'artisanat pour les femmes. Le nyokōba « Shin'ei Gakkō » (新英学校) y avait ouvert en 1872. Le bâtiment de l'ancienne Société des télégraphes et des téléphones de Kyoto (京都電信電話会館公社), construit en 1923, se tient maintenant sur le site et un supermarché occupe le bâtiment,. Au carrefour avec Kawaramachi, du côté ouest, se trouve l'ancienne école primaire municipale Kasuga (ja) (京都市立春日小学校), ouverte en 1869 et fermée en 1995 et occupée depuis 2014 par la nouvelle école primaire municipale Goshohigashi (ja) (京都市立御所東小学校). Au sud du carrefour avec Teramachi-dōri se trouve le sanctuaire shinto Shimogoryō-jinja (ja). Au carrefour avec Yanaginobanba-dōri, du côté sud-est, se trouve le tribunal de district de Kyoto (ja) (京都地方裁判所). Au carrefour avec Sakaimachi-dōri, du côté nord, se trouve l'historique porte Sakaimachi (堺町御門), qui mène au jardin impérial. À l'ouest du carrefour avec Sakaimachi-dōri se trouve Satake Shōten (佐竹商店), fabricant de tatamis depuis 1752. Au carrefour avec Ainomachi-dōri se trouve l'« entrée Ainomachi » (京都御苑間ノ町口) vers le jardin impérial. 

Lieux d'intérêts (section Kawaramachi-Karasuma)
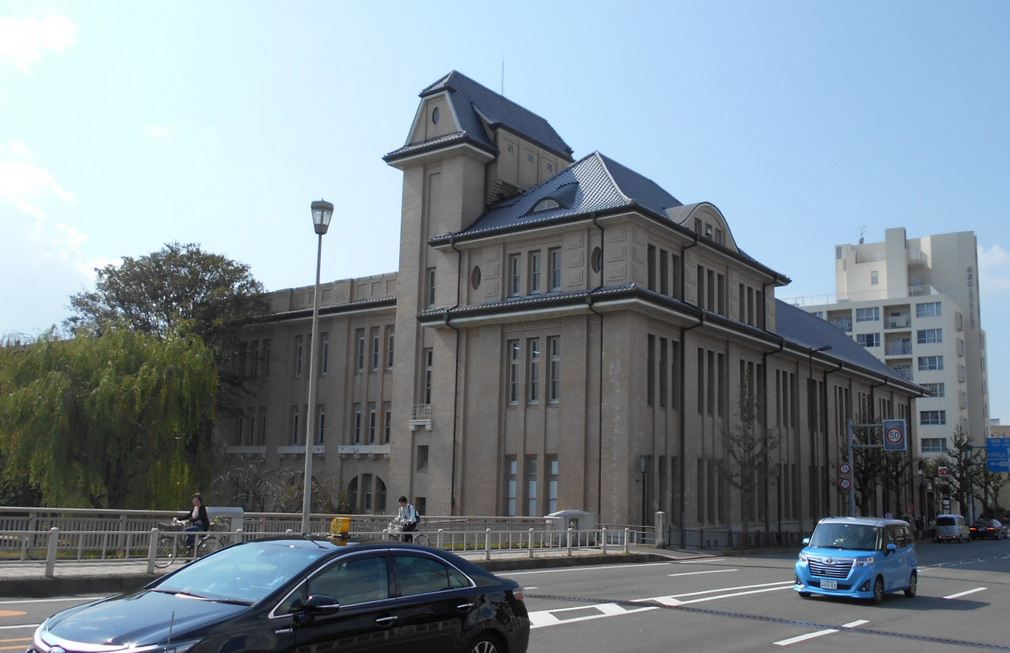
Bâtiment de l'ancienne Société des télégraphes et des téléphones de Kyoto
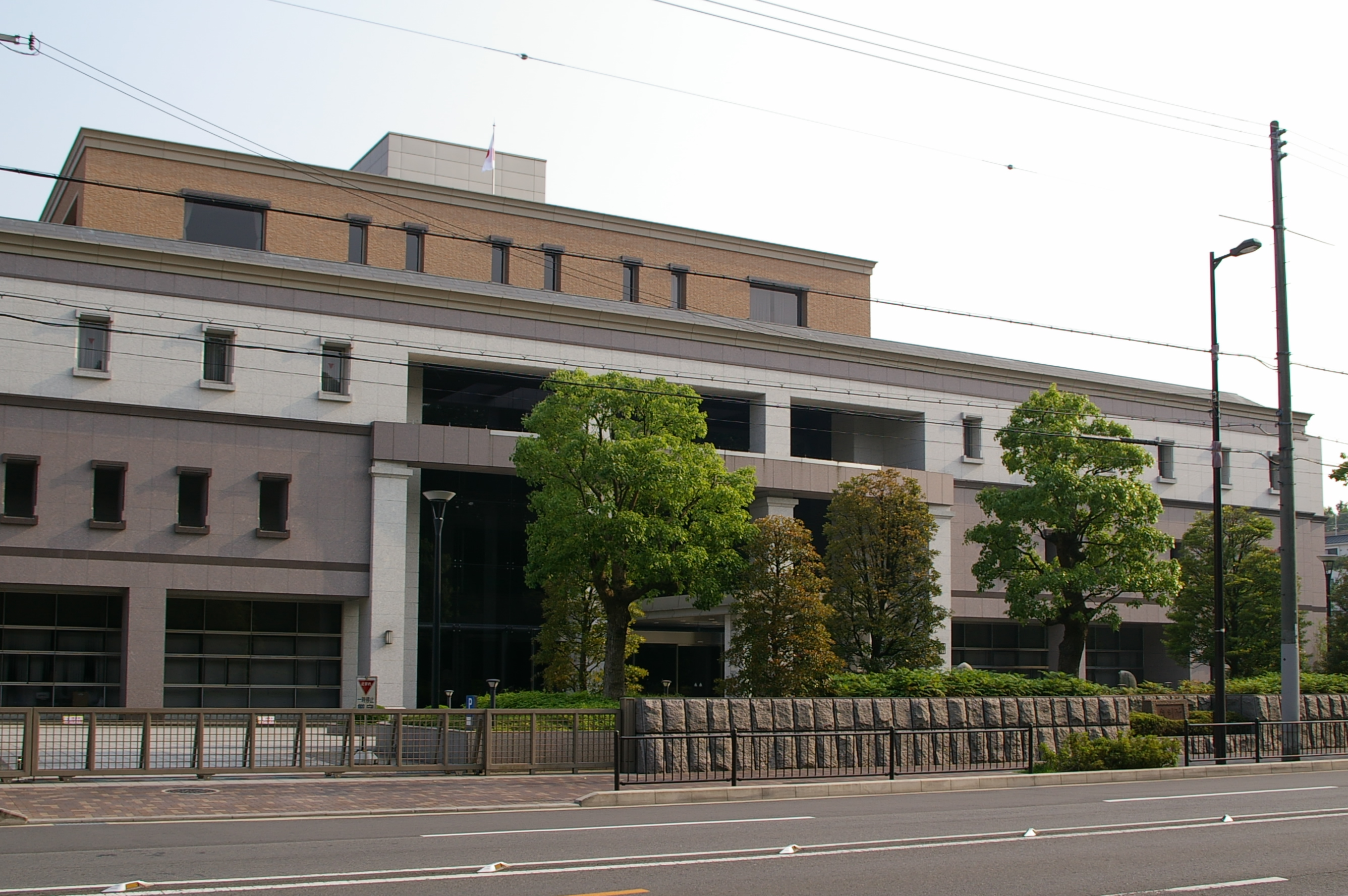
Tribunal de district de Kyoto
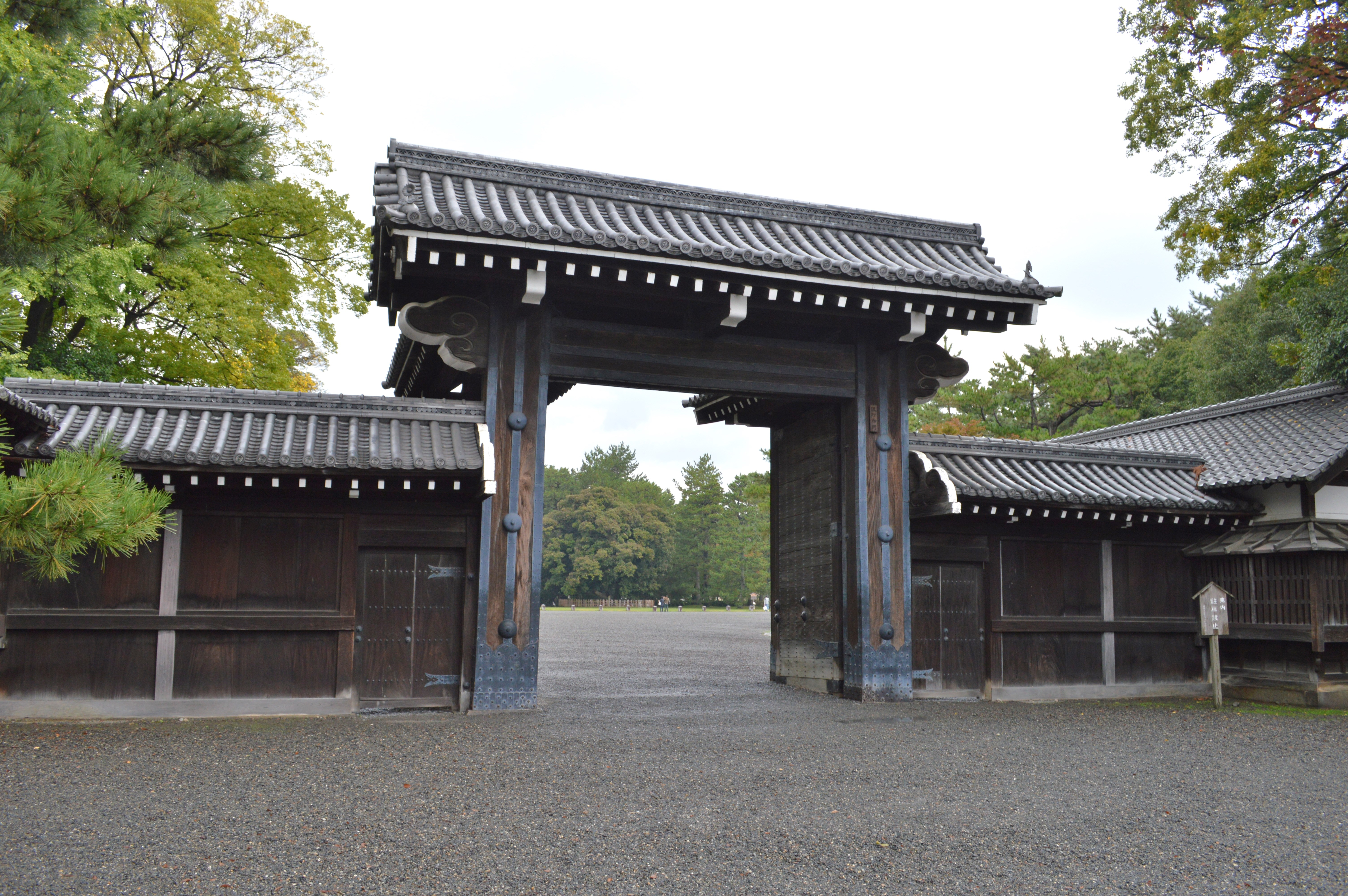
Porte Sakaimachi
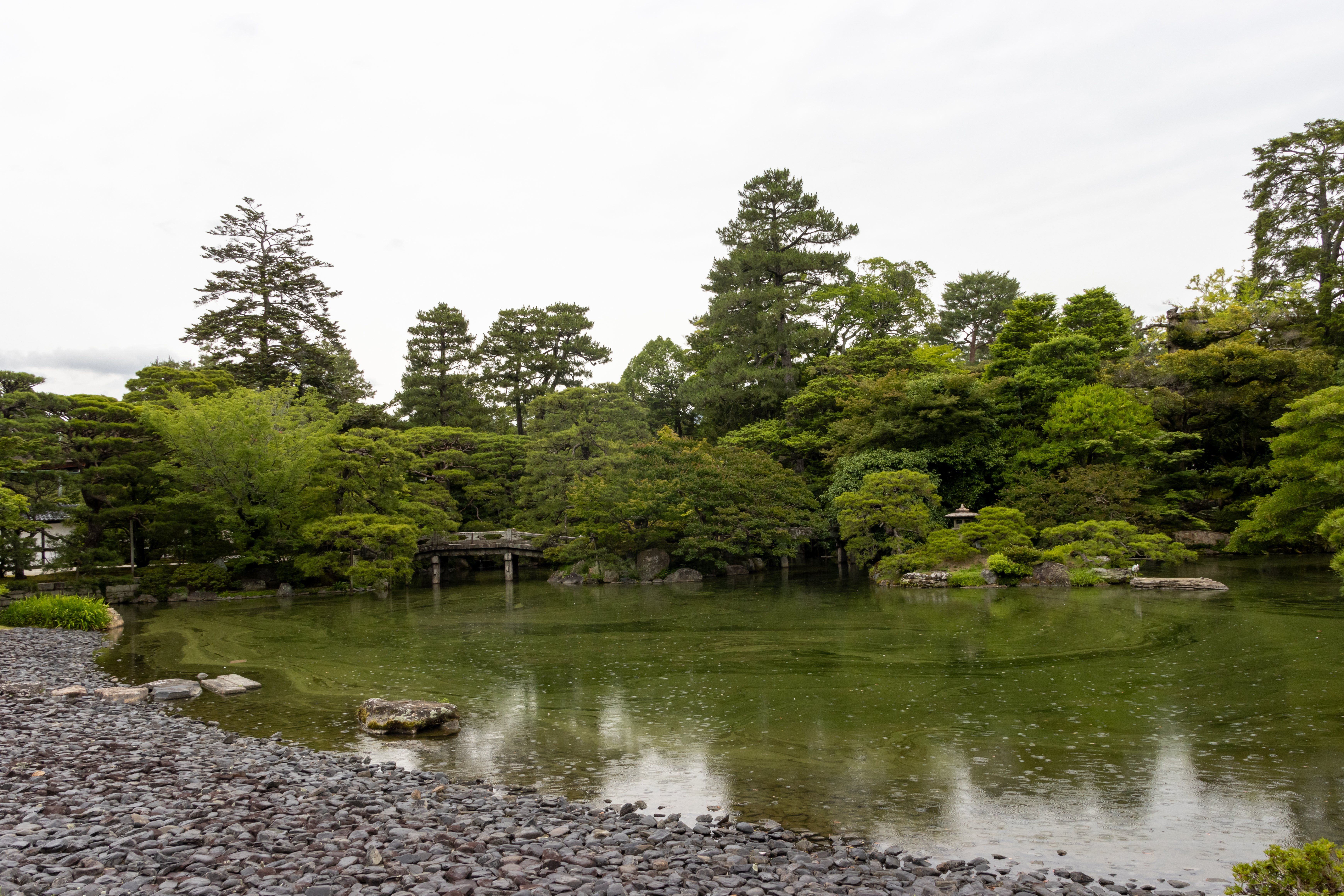
Jardin impérial de Kyoto

À l'ouest de Karasuma-dōri se trouve le confiseur Uemura Yoshitsugu (植村義次), qui confectionne du suhama (御州濱) depuis 1657. À l'ouest de Ryōgaemachi-dōri se trouve Marutamachi Jyunidanya (丸太町十二段家), un restaurant ouvert depuis 1912 et le restaurant original de l'ochazuke (ou bubuzuke) à Kyoto. Au carrefour avec Kamanza-dōri, du côté est, se trouve le Deuxième hôpital de la Croix-Rouge japonaise à Kyoto (ja) (京都第二赤十字病院), ouvert en 1926. Au carrefour avec Ōmiya-dōri se trouve le bureau de poste d'Ōmiya-Marutamachi (京都大宮丸太町郵便局). À l'ouest du carrefour avec Ōmiya-dōri se trouve l'église Miyako (出雲大社都教会), de la branche Izumo-taishakyo (en) de la religion shinto, centré sur le sanctuaire Izumo-taisha. Entre Inokuma-dōri et Ōmiya-dōri se trouve la garderie Taiken (待賢幼稚園), ouverte en 1888 dans l'ancienne école primaire du même nom. Au sud du carrefour avec Senbon-dōri, on peut observer l'église anglicane de la Trinité (京都聖三一教会), construite en 1930. Au carrefour avec Senbon-dōri, des panneaux d'interpétation commémorent le site de l'ancien palais Heian. Au carrefour avec Shichihonmatsu-dōri se trouve la Bibliothèque municipale centrale de Kyoto (ja) (京都市中央図書館). Au carrefour avec Nishiōji, on trouve la succursale Enmachi (三井住友銀行円町支店) de la banque Sumitomo Mitsui, l'une de ses rares emplacements à Kyoto. À l'ouest, dans le quartier Hanazono Ogino-chō (花園扇野町), se trouve sur la rue le temple Hōkongo-in (ja) (法金剛院), ouvert en 1130 et réputé pour sa chute d'eau et son jardin Jōdo (ja),. Au carrefour avec Myōshinji-michi, au bout de cette dernière rue au nord se trouve le complexe du temple Myōshin-ji. À l'ouest, dans le quartier Tokiwa Dannoue-chō (常盤段ノ上町), se trouve le lycée préfectoral Sagano (ja) (京都府立嵯峨野高等学校). Dans le quartier Uzumasa Kainichi-chō (太秦開日町), on peut emprunter le chemin scénique « Chiyo no Furumichi » (千代の古道), emprunté auparavant par les membres de la Cour pour observer le clair de lune. On trouvait auparavant dans le même quartier le musée Takeuchi Seihō (ja) (霞中庵 竹内栖鳳記念館), dont la collection n'est plus accessible au public depuis 2003. Au bout de la rue se trouve l'école primaire municipale Saga (京都市立嵯峨小学校). On trouve aussi à son aboutissement le temple Seiryō-ji.

Lieux d'intérêts (section Karasuma-Nagatsuji)
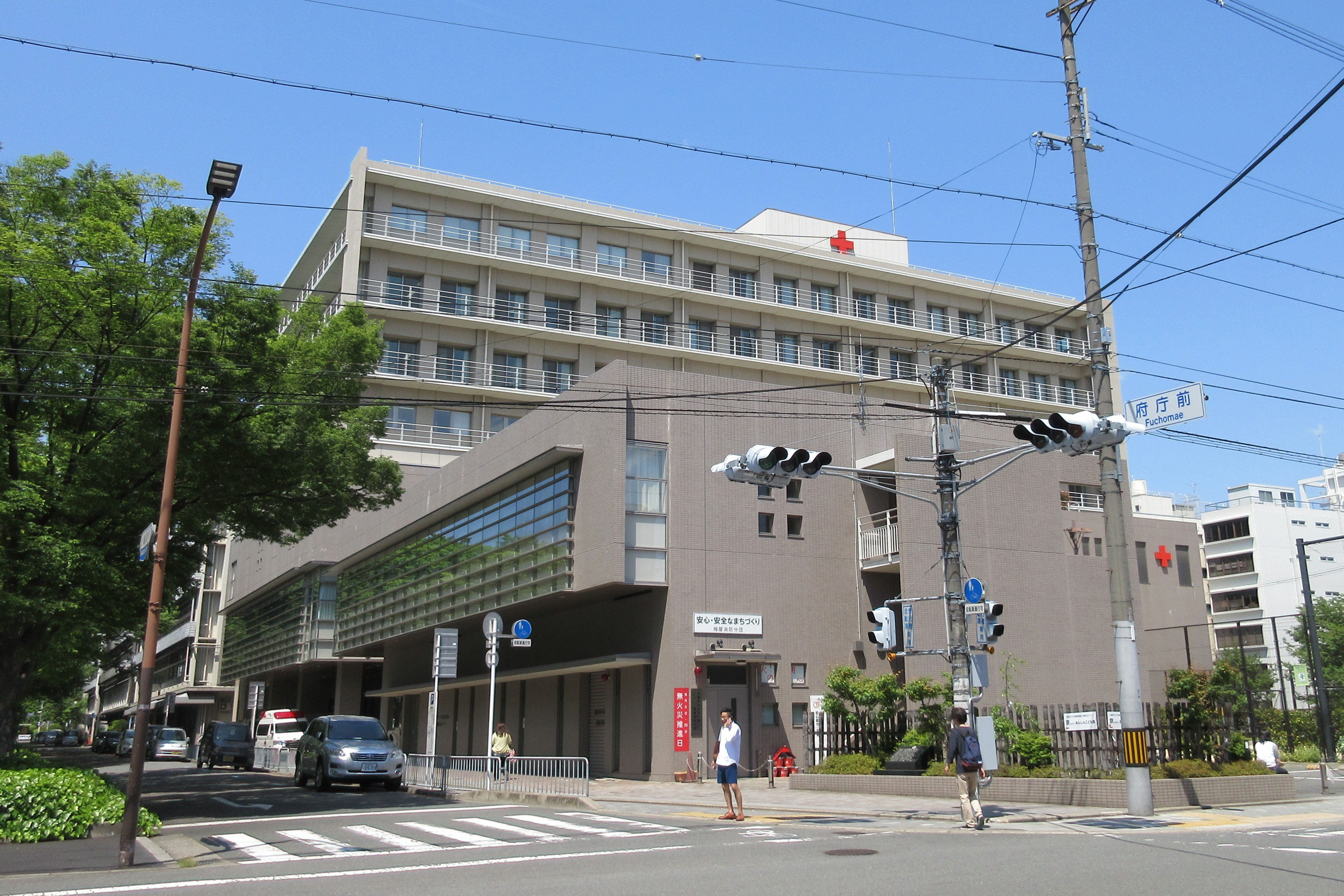
Deuxième hôpital de la Croix-Rouge japonaise
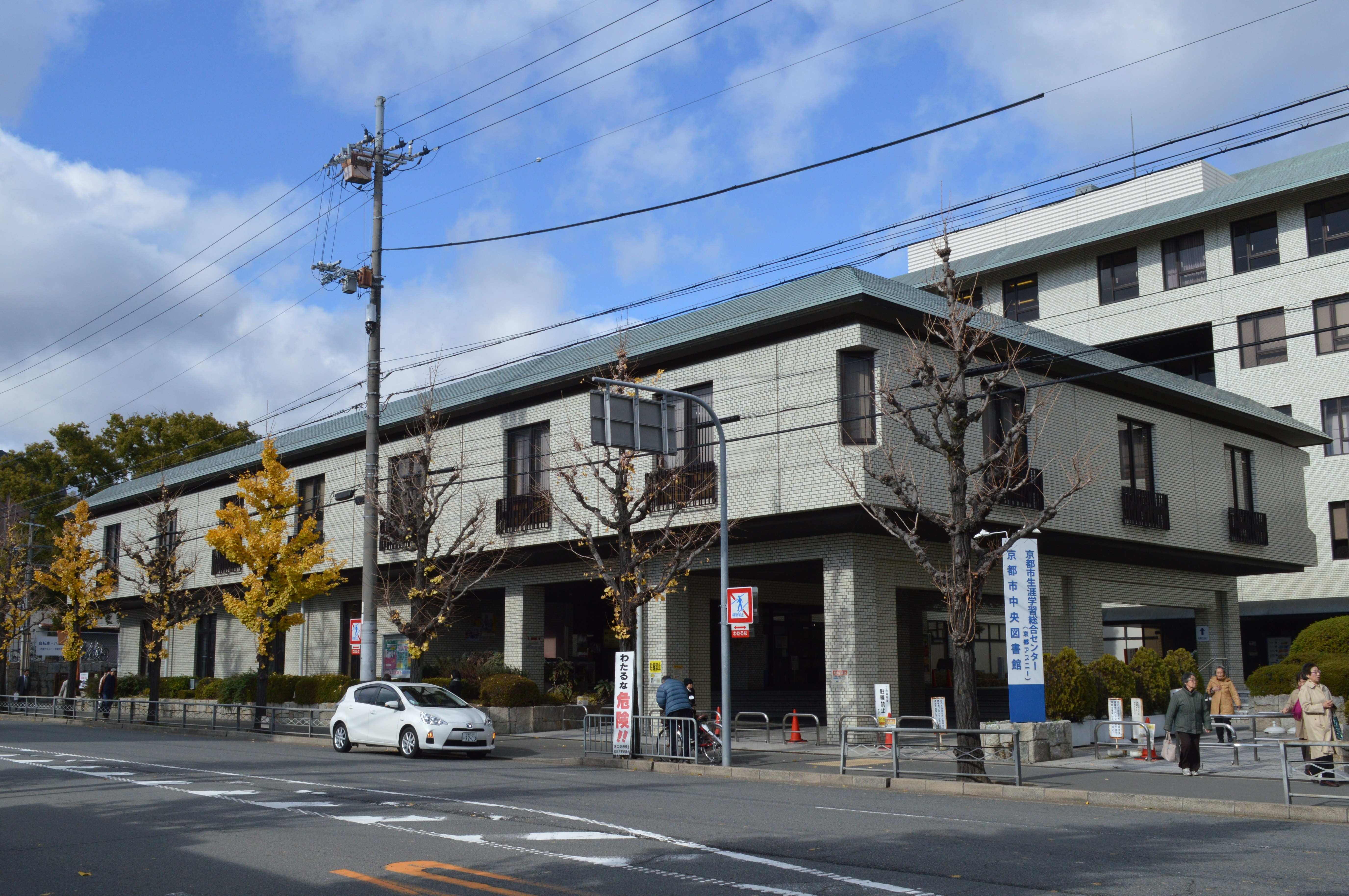
Bibliothèque municipale centrale
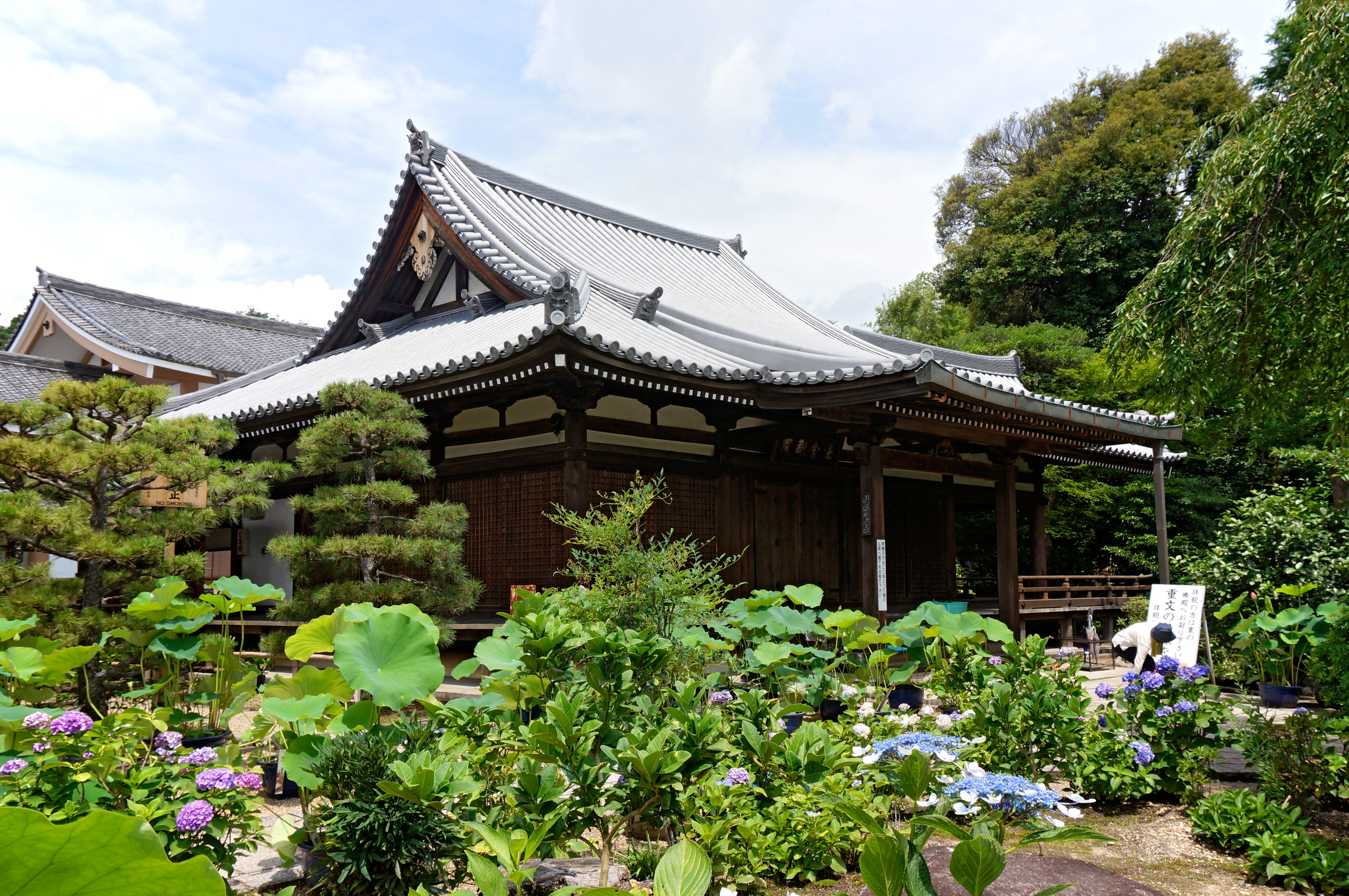
Hōkongo-in
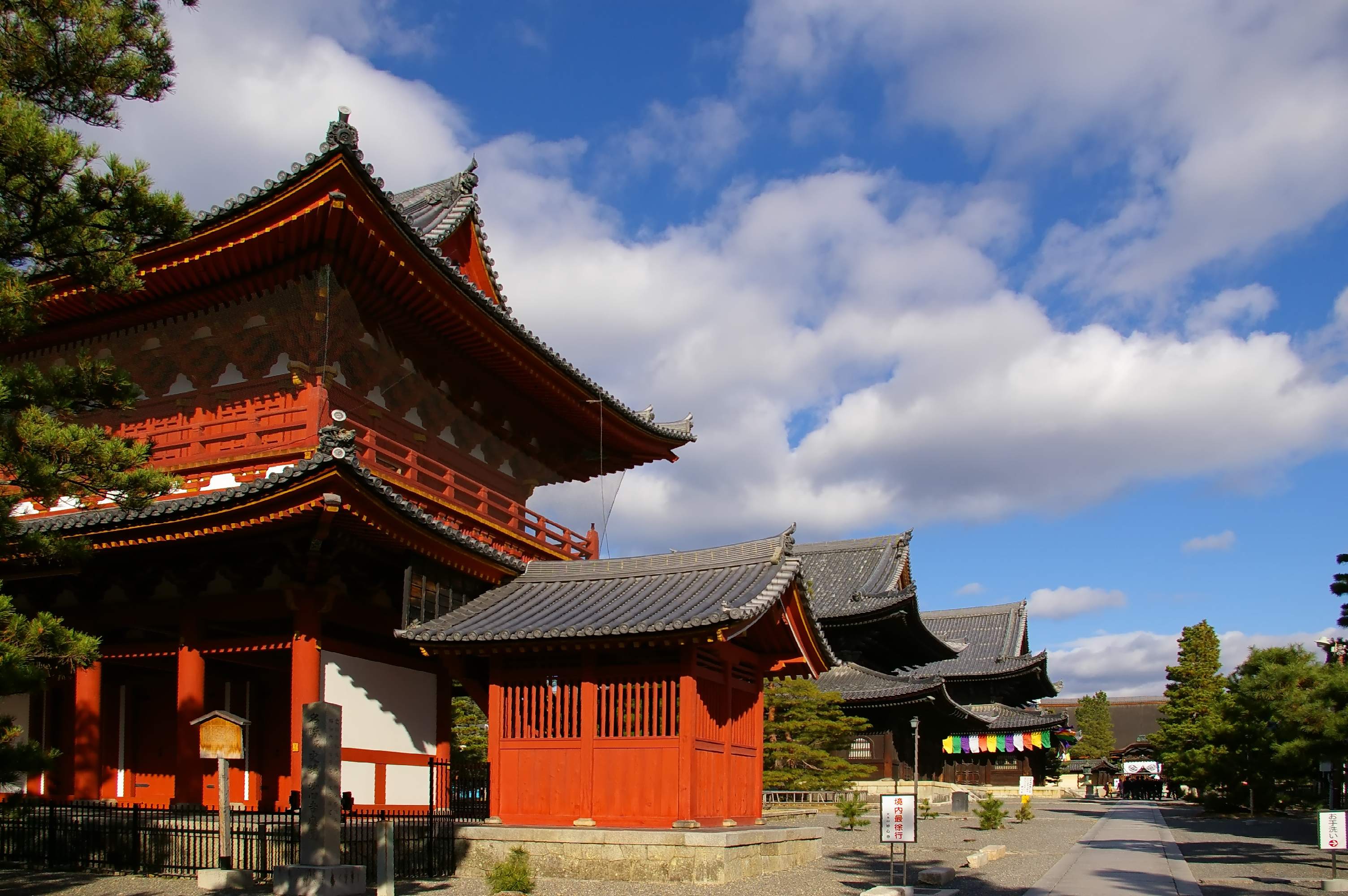
Myōshin-ji
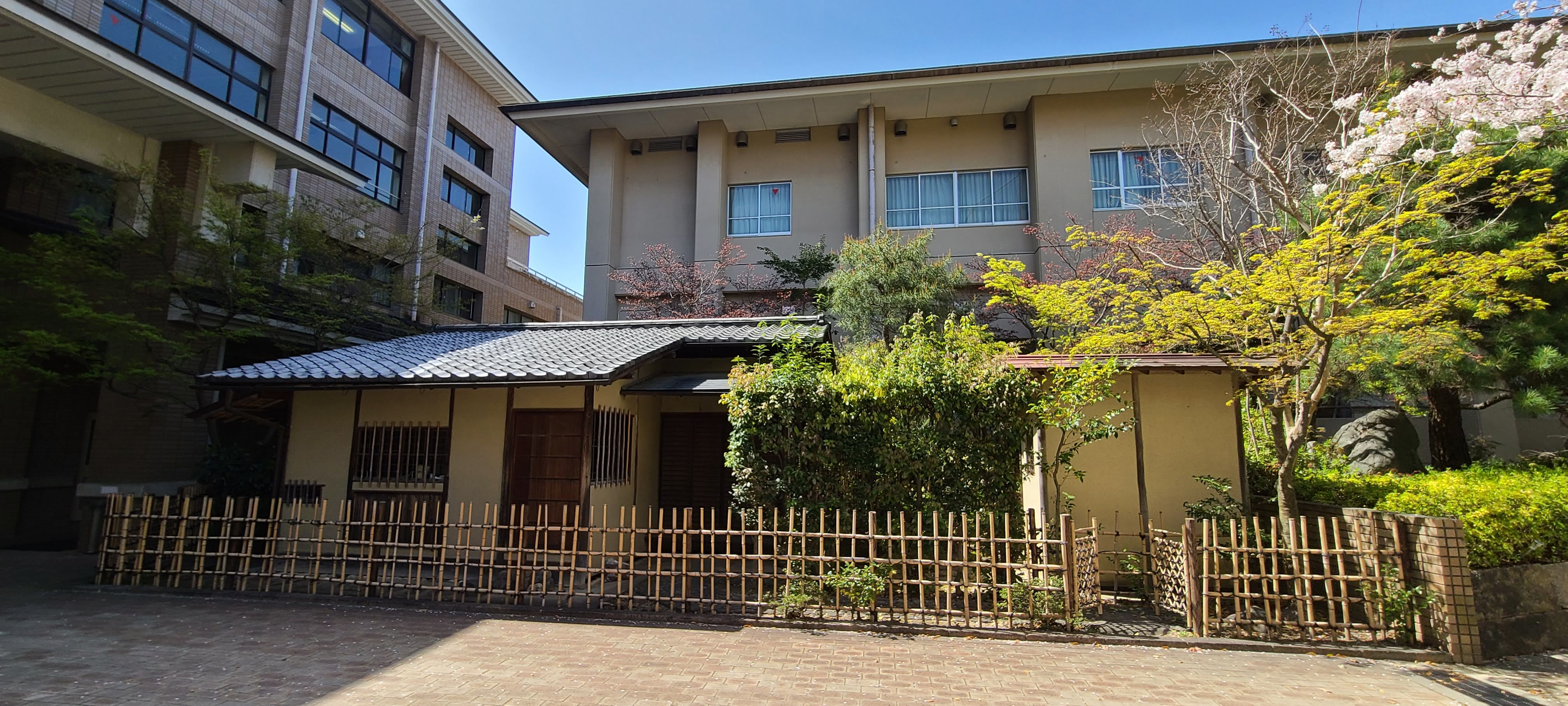
Lycée préfectoral Sagano